# Quarante carats (film)
Pour plus de détails, voir Fiche technique et Distribution.
Quarante carats (Forty Carats) est un film américain de Milton Katselas sorti en 1973. C'est l'adaptation cinématographique de la pièce de théâtre Quarante carats de Jay Presson Allen, créée en 1968 et elle-même adaptée de la pièce homonyme de Pierre Barillet et Jean-Pierre Gredy.

## Fiche technique
- Titre original : Forty Carats
- Titre français : Quarante carats
- Réalisation : Milton Katselas
- Scénario : Leonard Gershe d'après la pièce de Jay Presson Allen, adaptée de la pièce de Pierre Barillet et Jean-Pierre Grédy (play)
- Décors : Robert Clatworthy
- Costumes : Jean Louis
- Photographie : Charles Lang
- Montage : David E. Blewitt
- Musique : Michel Legrand
- Production : M. J. Frankovich
- Société de production : Frankovich Production
- Société de distribution : Columbia Pictures
- Pays d'origine : États-Unis
- Langue originale : anglais, français, grec
- Format : couleur (Metrocolor) - 35 mm - 1,85:1 - son mono
- Genre : comédie
- Durée : 110 minutes
- Date de sortie : 
  - États-Unis : 28 juin 1973

## Distribution
- Liv Ullmann : Ann Stanley
- Edward Albert : Peter Latham
- Gene Kelly : Billy Boylan
- Binnie Barnes : Maud Ericson
- Deborah Raffin : Trina Stanley
- Billy Green Bush (en) : J.D. Rogers
- Nancy Walker : Mrs. Margie Margolin
- Don Porter : Mr Latham
- Rosemary Murphy : Mrs. Latham
- Natalie Schafer : Mrs. Adams
- Sam Chew Jr. : Arthur Forbes
- Claudia Jennings : Gabriella
- Brooke Palance : Polly

## Distinctions

### Nominations
- Golden Globes 1974 : Meilleure actrice dans un film musical ou une comédie pour Liv Ullmann
- Writers Guild of America 1974 : Meilleure comédie adaptée d'un autre médium pour Leonard Gershe